# Барсег Тчон
Барсег Тчон (арм. Բարսեղ Ճոն, точные даты рождения и смерти неизвестны) — армянский композитор-гимнограф, музыкант-теоретик VII века.

## Биография
Барсег Тчон жил в VII веке в городе Ани, области которой владели князья Камсараканы, являлся настоятелем монастыря Дпреванк. По поручению католикоса Нерсеса III Ишханци и согласия Двинского собора 645 года предпринял работу собрания и канонизации армянских духовных гимнов — кцурдов, что становится значительным явлением как в истории армянской так и восточных церквей. Его сборник получил название «Тчонынтир» (собранный Тчоном). В дальнейшем «Тчонынтир» был наполнен и другими шараканами. Согласно историческим сведением именно Барсег Тчон предпринял первую попытку создания восьми-голосовой системы кцурдов. К тому времени в Армении было множество песнопений канонических, и зачастую певцы одной епархии не знали текстов другой. В сложившейся ситуации согласно Киракосу Гандзакеци  по повелению католикоса Нерсеса: «Были избраны мужи мудрые, чтобы обойти всю Армению и утвердить [везде] одинаковый распорядок..». Вардан Аревелци сообщает , что редакция их была возложена на Барсега , по прозванию Тчон, в результате деятельности которого были рассмотрены церковные песни, из которых выбрали лучшие, которые с тех пор и поются в армянской церкви.